# 쇼지역 (오사카시)
쇼지역(일본어: 小路駅, しょうじえき)은 일본 오사카부 오사카시 이쿠노구에 있는 오사카 시영 지하철의 철도역이다.

## 개요 및 역 구조
섬식 1면 2선의 승강장이 있는 지하역이다. 개찰구는 한 군데만 있다.

### 승강장
| 1 | ■ 센니치마에 선 | 미나미타쓰미 방면               |
| 2 | ■ 센니치마에 선 | 쓰루하시 · 난바 · 노다한신 방면 |

## 역세권 정보
- 국도 제479호선

## 역사
- 1981년 12월 2일: 영업 개시.

## 인접역
| ■ 오사카 메트로 센니치마에선 | ■ 오사카 메트로 센니치마에선  | ■ 오사카 메트로 센니치마에선     |
| ---------------------------- | ----------------------------- | -------------------------------- |
| S21 신후카에 노다한신 방면   | ■ 오사카 지하철 센니치마에 선 | S23 기타타쓰미 미나미타쓰미 방면 |